# White Cloud (Michigan)
White Cloud é uma cidade localizada no estado americano de Michigan, no Condado de Newaygo.

## Demografia
Segundo o censo americano de 2000, a sua população era de 1420 habitantes.
Em 2006, foi estimada uma população de 1420, um aumento de 0 (0.0%).

## Geografia
De acordo com o United States Census Bureau tem uma área de
5,2 km², dos quais 5,0 km² cobertos por terra e 0,2 km² cobertos por água. White Cloud localiza-se a aproximadamente 267 m acima do nível do mar.

## Localidades na vizinhança
O diagrama seguinte representa as localidades num raio de 28 km ao redor de White Cloud.